# Peter Fessler (Jurist)
Peter Fessler (* 22. September 1928 in Wien; † 17. Oktober 2023) war ein österreichischer Jurist und Verfassungsrichter. Fessler gehörte von 1974 bis 1998 als Mitglied dem österreichischen Verfassungsgerichtshof an.

## Leben
Peter Fessler wurde am 22. September 1928 in der österreichischen Bundeshauptstadt Wien geboren und wuchs dort auch auf. Er absolvierte das Studium der Rechtswissenschaften an der Rechtswissenschaftlichen Fakultät der Universität Wien, wo er 1951 zum Doktor der Rechte promoviert wurde. Im Anschluss an die Gerichtspraxis trat Fessler im Jahr 1953 als Beamter in den Konzeptsdienst der Bundespolizeidirektion Wien ein. Ab 1957 war er in dessen Büro für Vereinsrechtsangelegenheiten tätig. 1962 wurde er ins Bundesministerium für Inneres berufen, um in der dortigen Abteilung für Personal- und Schulungsangelegenheiten der Bundespolizei tätig zu werden. In weiterer Folge stieg er zum stellvertretenden Abteilungsleiter im Bereich Allgemeine Präsidialangelegenheiten auf.
Mit 11. März 1974 wurde Peter Fessler auf Vorschlag des Nationalrats von Bundespräsident Franz Jonas zum Mitglied des Verfassungsgerichtshofs bestellt. Ab 1975 war er innerhalb des VfGH als einer der ständigen Referenten tätig. Fessler blieb Mitglied des VfGH bis zu seinem verfassungsgesetzlich vorgesehenen, altersbedingten Ausscheiden am 31. Dezember 1998, dem Ende des Jahres also, in dem er das 70. Lebensjahr vollendete. Im Jahr 1999 trat er auch als Beamter des Innenministeriums in den Ruhestand.

## Auszeichnungen
- 1984: Großes Goldenes Ehrenzeichen für Verdienste um die Republik Österreich[3]
- 1989: Großes Silbernes Ehrenzeichen für Verdienste um das Land Wien[4]
- 1999: Verleihung des Berufstitels Professor
- 2004: Ehrenmedaille der Bundeshauptstadt Wien in Gold